# Струков Іван Федорович
Єпископ Іоаким (у миру Іван Федорович Струков (8 (18) листопада 1674, с. Нелжа ( Новомикільське Усманского повіту Тамбовської губернії — 1 (12) вересня 1742, с. Карачун (нині Воронезька область)) — єпископ Православної російської церкви, єпископ Переяславський (1727—1730 рр.)

## Походження
Народився в 1674 році в сім'ї священика Федора Івановича Струкова. Після досягнення повноліття поїхав у Москву, де одружився.

## Священник
У 1696 році був призначений священиком приділу Святого Георгія кремлівського  Благовіщенського собору.

## Монах
У 1712 році овдовів і прийняв постриження в Чудівському монастирі з ім'ям Іоаким. Через два роки був зведений у сан ігумена і призначений настоятелем Селіжарова монастиря. Ще через два роки був переведений назад у Чудівський монастир на посаду келаря, а потім до Петербурга в Олександро-Невський монастир. 24 грудня 1721 р. Іоаким був призначений архімандритом московського Донського монастиря.

## Єпископ
У 1726 році Іоаким був призначений керуючим Московською духовною консисторією. А в 1727 році — імператор Петро II наказав призначити Іоакима єпископом Переяславським, вікарієм Київської митрополії. 4 червня 1727 року відбулася єпископська хіротонія Іоакима, яку звершили архієпископ Новгородський і Великолуцький Феофан Прокопович, єпископ Астраханський і Ставропольський Лаврентій Горка і єпископ Воронезький і Єлецький Лев Юрлов.
8 червня 1730 року за наказом імператриці Анни Іоанівни Іоаким був переведений на Воронезьку кафедру. При ньому в Воронежі було закінчено будівництво кафедрального Благовіщенського собору (освячений 9 листопада 1735)
Він приділяв особливу увагу підготовці священнослужителів, організувавши при архієрейському будинку школу.

## Смерть
Помер єпископ Іоаким 1 вересня 1742 року в архієрейській вотчині селі Карачуні. По річці його тіло доставили до Воронежа і 26 вересня поховали в боковому вівтарі Іоанна Милостивого Благовіщенського собору.